# 尖冢镇
尖冢镇，是中华人民共和国河北省邢台市临西县下辖的一个乡镇级行政单位。

## 行政区划
尖冢镇下辖以下地区：
东尖冢村、西尖冢村、乔屯村、东张堤村、西张堤村、蔡辛庄村、商庄村、卢庄村、赵圈村、常圈村、李圈村、初圈村、龙潭村、郝庄村、何寺村、东赵庄村、西赵庄村、东苟庄村、西苟庄村、徐屯村、牌子村、王庙村、徐樊村、侯寨村和赵樊村。